# Isola Minore
Die Isola Minore (italienisch für „Kleinere Insel“, bis ins 19. Jahrhundert auch Isoletta „Inselchen“) ist die kleinste der drei Inseln im Trasimenischen See. Sie liegt etwa 1,5 km südwestlich von Passignano sul Trasimeno, zu dessen Gemeindegebiet sie gehört, und etwa 500 Meter östlich der größeren Insel Isola Maggiore.
Die fünf Hektar große Insel ist dicht bewaldet, hauptsächlich mit Steineichen und Pinien. Sie beherbergt eine Brutkolonie von  Kormoranen. 
Die Insel war bis in das 14. Jahrhundert dauerhaft bewohnt, wurde dann aber von den Bewohnern wegen häufiger Raubüberfälle aufgegeben. Danach bot sie nur noch gelegentlich Eremiten Zuflucht. Heute befindet sie sich in Privatbesitz und ist unbewohnt.